# Copa América de Lacrosse
Copa América de Lacrosse  La primera edición de este evento fue llevada a cabo del 22 al 26 de julio de 2015 en la Ciudad de México y será realizado cada 4 años como parte de los eventos regionales organizados por la FIL.

## Orígenes
La idea surgió durante el Campeonato Mundial de Denver 2014, producto del primer foro de naciones latinoamericanas, en el que se decidió realizar este evento como primer paso para la consolidación de un bloque que diera impulso al desarrollo del deporte en la región.

## Desarrollo
La primera edición de esta competencia se llevó a cabo a lo largo de cinco días.Al término  del evento quien se coronó como el primer campeón Latinoamericano de Lacrosse fue el anfitrión México al vencer a su similar de Chile en la Final.

## Resultados
Día 1 Ronda de Clasificación 

México (12) vs Colombia (9)

Argentina (9) vs Chile (7)
Día 2 Ronda de Clasificación 

Colombia (5) vs Argentina (7)

México (8) vs Chile (9)
Día 3 Ronda de Clasificación

México (10) vs Argentina (5)

Colombia (6) vs Chile (12)
Día 4 Semifinales

Colombia (7) vs México (11)

Argentina (5) vs Chile (8)
Día 5 Final

México (16) vs Chile (13)

## Tabla de posiciones
| Posición | País      | -                    | PJ | PG | PP | Ga | Gc | DG  |
| -------- | --------- | -------------------- | -- | -- | -- | -- | -- | --- |
| 1        | México    | Bandera de México    | 5  | 4  | 1  | 54 | 43 | +11 |
| 2        | Chile     | Bandera de Chile     | 5  | 3  | 2  | 49 | 44 | +5  |
| 3        | Argentina | Bandera de Argentina | 4  | 2  | 2  | 26 | 30 | -4  |
| 4        | Colombia  | Bandera de Colombia  | 4  | 0  | 4  | 27 | 42 | -15 |